# Johan Kronstrand
Johan Magnus Kronstrand (i riksdagen kallad Kronstrand i Dals Rostock), född 24 april 1897 i Ödskölts församling, Dalsland, död 5 december 1984 i Gunnarsnäs församling, Dalsland ,var en svensk fabrikör och politiker (folkpartist). 
Johan Kronstrand, som var son till en torpare, drev en vattenfabrik och ett åkeri i Dals Rostock från 1925. Han var 1933-1952 ordförande i  kommunalfullmäktige i Gunnarsnäs landskommun  och var även ordförande i folkpartiets valkretsförbund för norra Älvsborg 1957-1964.
Han var riksdagsledamot i första kammaren 1954-1963 för Älvsborgs läns valkrets. I riksdagen var han bland annat suppleant i bankoutskottet 1954-1961 och ledamot i konstitutionsutskottet 1962-1963. Han var särskilt engagerad i småföretagsfrågor och skattepolitik.